# Nili

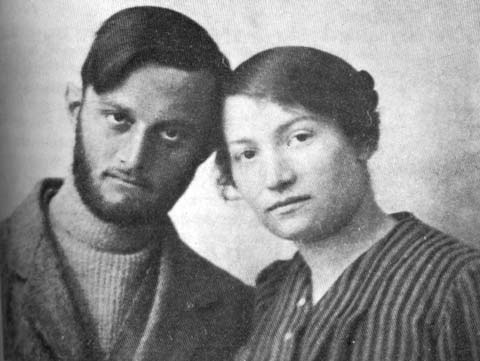
Avshalom Feinberg et Sarah Aaronsohn, deux des membres fondateurs

Nili (נילי) est un réseau d'espionnage qui a opéré de 1915 à 1917, pendant la Première Guerre mondiale, en Palestine occupée par l'Empire ottoman. 

## Histoire
Nili sont les initiales de « Netzakh Israël Lo Yeshaker » (נצח ישראל לא ישקר)  (« L'éternité d'Israël ne ment pas »), verset tiré du premier Livre de Samuel (1S I,15-29).
Nili est le nom d'un réseau d'espionnage de Palestine créée en 1915 durant la Première Guerre mondiale, avec le soutien des Britanniques, et qui se donne comme but principal d'espionner les Turcs. Les fondateurs et leaders du Nili sont originaires des implantations du Yishouv et issus de l'organisation des Guidonim. On compte parmi eux Aharon Aaronsohn, sa sœur Sarah Aharonson, son jeune frère Alexander Aharonson, Avshalom Feinberg, Yossef Lishansky et Naaman Belkind. Ces derniers ont dans l'idée que l'aide apportée à l'armée britannique, postée en Égypte et en route vers la Palestine, contribuera à la victoire des Anglais contre les Turcs et les Allemands, et qu'à l'issue de la guerre, les Juifs pourront ainsi obtenir la Palestine de la part des Britanniques,.
La principale motivation qui amène le Nili à travailler pour les Anglais est la crainte que les Juifs ne subissent le même sort que les Arméniens. Durant un voyage en train en Turquie, Sarah Aharonson est témoin des massacres des Arméniens. Elle et son frère sont persuadés que les Juifs seront la prochaine cible et que seule une victoire britannique peut sauver les Juifs de l'Empire Ottoman. Le Nili agit malgré la désapprobation de la majorité du Yishouv et celle particulière des membres des implantations qui craignent la riposte des Turcs, dans la mesure où les activités du Nili seraient découvertes. Le réseau est d'ailleurs découvert d'une manière tout à fait intempestive ; un pigeon-voyageur, envoyé depuis la station d'expérimentation de Atlit et muni d'un message secret à l'attention des Britanniques, est intercepté par les Turcs. Débute alors une campagne de menaces et répression des autorités turques au sein du Yishouv. Nombre de membres du Nili sont arrêtés et lourdement torturés. Sara Aharonson se suicide d'une balle, à la suite des cruelles tortures qu'elle subit. Belkind et Lishinsky sont arrêtés et exécutés, Avshalom Feinberg est tué sur les routes désertiques du Sinaï, alors qu'il tente de traverser la ligne de front et de rejoindre le côté anglais. Sa tombe sera découverte après la Guerre des Six Jours, près de Rafah. À la suite de la découverte du réseau, les Turcs poursuivent leurs investigations auprès des membres de l'organisation Hashomer, pourtant opposés au Nili. Des dizaines d'entre eux sont arrêtés et incarcérés à Damas.
Aharon Aharonson est durant cette période, « le » membre actif du Nili et le responsable des relations avec les Britanniques. Il quitte discrètement la Palestine, et atteint Alexandrie en Égypte, d'où il dirige les actions du Nili. Lorsque les Turcs, en mars 1917, expulsent les Juifs de Jaffa et de Tel-Aviv, le Nili transmet ses inquiétudes devant les institutions de l'Organisation sioniste mondiale. Cette dernière, à force de contacts, contribue alors aux arrêts des poursuites et même à une aide financière fournie par les Turcs, dans le but de contrecarrer les ravages de la famine et des épidémies au sein du Yishouv.
À la fin de la Première Guerre mondiale, Aharon Aharonson poursuit ses activités dans les rangs du sionisme politique. Lors de l'un de ses voyages en Angleterre, il meurt dans un accident d'avion au-dessus de la Manche. Les causes de l'accident restent obscures.